# HIST1H2AH
HIST1H2AH‏ (Histone cluster 1 H2A family member h) هوَ بروتين يُشَفر بواسطة جين HIST1H2AH في الإنسان.